# ديوغو كويلو
ديوغو كويلو هو لاعب كرة قدم برتغالي، ولد في 14 سبتمبر 1993 في Ponta do Sol, Madeira ‏ في البرتغال. لعب مع ناسيونال ماديرا.

## وصلات خارجية
- ديوغو كويلو على موقع اتحاد تركيا (لاعب) (الإنجليزية)
- ديوغو كويلو على موقع قاعدة بيانات كرة القدم.إي يو (الإنجليزية)
- ديوغو كويلو على موقع Soccerway.com (الإنجليزية)
- ديوغو كويلو على موقع AS.com (الإسبانية)